# Лемінг сибірський
Лемінг сибірський (Lemmus sibiricus) — вид мишоподібних ссавців з родини хом'якових. Валідність виду скасовано й таксон розглядається у рамках Lemmus lemmus.

## Морфологічна характеристика
Довжина тулуба й голови 12–18 см, довжина хвоста 11–17 мм, вага 45–130 грамів; самці на 5–10% важчі. Загальний тон забарвлення рудувато-жовтий з домішкою сірого та бурого тонів. Від носа до хвоста зазвичай проходить чорна смужка. Щоки та боки яскраво-іржаві; черево палево-біле, іноді з домішкою жовтого тону. В області очей та вушних раковин бувають розмиті темні смуги. Чорна пляма на огузку притаманна популяціям із Новосибірських островів та острова Врангеля. Зимове хутро світліше і тьмяніше літнього, іноді майже біле, зі світло-коричневою смужкою на спині.

## Середовище проживання
Поширений в зоні Палеарктичної тундри від Білого моря до Колими (Росія). Трапляється також на островах Новий Сибір і Врангеля. Максимальної щільності популяції досягають у низинній тундрі зі значним мохом і осокою. Поширений також на заболочених угіддях на передгір'ях чагарникової тундри і на заболочених ділянках на околицях лісової зони.

## Спосіб життя
Живе в норах, утворюючи великі колонії. Копає власну нору або займає нори інших видів. Взимку прокладає тунелі під сніговим покривом і будує великі кулясті гнізда. Харчується осокою, бавовником, зеленими мохами та різними чагарниками. Пік розмноження починається в червні і закінчується в серпні, проте в періоди низької щільності населення відтворення розширюється і починається відразу після танення снігу. Тварини, які перезимували, гинуть до кінця наступного сезону розмноження. За літо буває 4–5 виводків по 5–6 дитинчат. Як і Lemmus lemmus, цей вид має великі коливання чисельності з 3–4-річним циклом; однак міграції менш виражені. Влітку відбувається розповсюдження і змінюється місце проживання.

## Загрози й охорона
Наразі серйозних загроз для цього виду не відомо. Зміна клімату може стати проблемою в майбутньому. Вид трапляється на кількох заповідних територіях.